# سیمو هیکیلا
سیمو هیکیلا (به فنلاندی: Simo Heikkilä)؛ (زادهٔ ۲ مهٔ ۱۹۴۳ میلادی) یک طراح و معمار داخلی اهل فنلاند است. او به عنوان یک طراح، آموزگار و یاور با دغدغهٔ مهارت‌های در شرف نابودی شناخته می‌شود. هیکیلا استودیوی خود را در سال ۱۹۷۱ میلادی تأسیس کرد. او کار خود را با طراحی مغازه‌ها و نمایشگاه‌ها برای ماریمکو آغاز کرد و سپس به سمت طراحی مبلمان رفت. هیکیلا به عنوان مدیر استودیوd چوب دانشگاه آلتو و عضو افتخاری دانشگاه آلتو است.
هیکیلا که در هلسینکی به دنیا آمده‌ است جوایز طراحی متعددی از جمله مدال پرو فنلاندیا در سال ۲۰۰۳ میلادی و جایزهٔ طراحی کای فرانک در سال ۲۰۱۱ میلادی را دریافت کرده‌ است. هیئت داوران جایزهٔ طراحی کای فرانک خاطرنشان کردند که «هیکیلا با طنز خود، جوانان را به سمت استفادهٔ اکولوژیکی و عملی از مواد هدایت کرده‌ است».
در سال ۲۰۰۹ میلادی، هیکیلا از گروهی متشکل از ۲۱ طراح بین‌المللی، از جمله رونان و اروان بورولک، کنستانتین گرچیچ و جاسپر موریسون دعوت کرد تا چاقوی سامی یا لئوکو را دوباره تفسیر کنند. برای هر طراح یک چاقوی اصلی که توسط یک صنعتگر سامی ساخته شده بود فرستاده شد و برای بهتر ساختن آن، شرحی مختصر و ساده نیز ارائه شد. در آن زمان سیمو هیکیلا در مورد این پروژه گفت: «لئوکو یک شی زیبا و کاربردی است، شکل خالص، متعادل و ساده دارد. اشیاء محلی توسعه یافته مانند این در سراسر جهان در حال انقراض هستند.» نتایج این همکاری در فنلاند و دوسالانۀ طراحی سنت-اتین در فرانسه به نمایش گذاشته شد و به صورت کتاب منتشر شد.